# Jaspis
Jaspis je neprůhledná odrůda chalcedonu vyskytující se v řadě barevných variant (červená, zelená, žlutá, hnědá…). Hlavní složkou je oxid křemičitý s častými přimíšeninami opálu, zabarvení pak určují uzavřeniny chloritu, příměsi železa, manganu a jiných prvků. Byl již od starověku ceněný kámen. Kromě šperkařství má význam také v esoterice.

## Vznik
Jaspis se tvoří v dutinách hornin různého druhu v důsledku ochlazování horkých roztoků, plynů a par unikajících z chladnoucího magmatu (vyplňuje dutiny čedičových a metaforových mandlovců), kde vzniká za nízkých teplot jako sraženina silikátových roztoků. Dále může vzniknout kontaktní metamorfózou hornin vhodného složení.

## Morfologie
Tvoří mandle, geody, hnízda, kůry v dutinách hornin. Hmota se zdá být celistvá, ve skutečnosti kryptokrystalická (velice malé krystaly).

## Vlastnosti
- Fyzikální vlastnosti: Tvrdost 6–7, hustota 2,6 g/cm³. Není štěpný. Lom: nerovný, tříštivý, lasturnatý. Bod tání cca 1700 °C.
- Optické vlastnosti: Barva: červená, zelená, žlutá, hnědá. Vryp: bílý s nepatrným odstínem podle barvy. Průhlednost: většinou neprůhledný, zřídka prosvítá. Lesk: skelný, matný, mastný i hedvábný
- Chemické vlastnosti: Čistý oxid křemičitý, příměsi železa a dalších prvků způsobují zabarvení.

## Využití

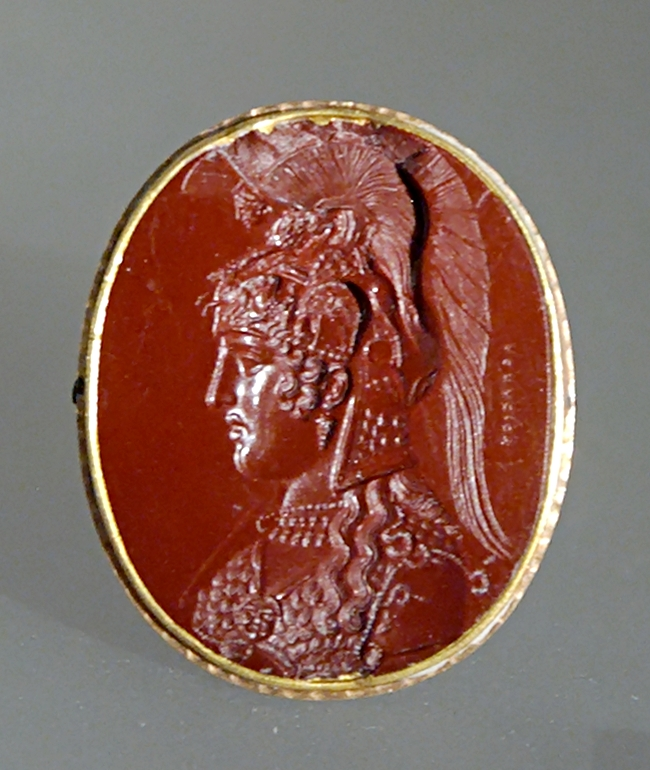
Intaglie

Řekové, Římané i Egypťané si ho cenili jako drahého kamene. Do jaspisu se vyřezávaly reliéfy a intaglie. Velká kolekce vyřezávaných jaspisů, převážně vytěžených na Uralu, se nalézá v petrohradské Ermitáži. Římský císař, král český a uherský Rudolf II. měl stůl vykládaný jaspisy mnoha barev. Tento stůl byl považován za jeden ze sedmi divů renesance. Od starověku je považován za kámen s apotropaickými vlastnostmi. Léčitelé mu připisují schopnosti chránit před těžkými sny, snižovat horečky, zastavovat krvácení, pomáhat při léčbě "ženských nemocí", dále příznivý vliv při léčbě rakoviny, nemoci krve a krku,[zdroj?] ale to nebylo nikdy vědecky prokázáno.

## Naleziště
V České republice:
- Kozákov, Liberec, Boršov, Ciboušov, Ostrava (Halda Ema)

Svět:
- Slovensko: Trstené, Banská Štiavnica
- Německo: Idar–Oberstein, Löhlbach
- Rusko: Ural
- Indie
- Egypt
- Madagaskar
- a další